# Familiprix
 (février 2016).
Familiprix est une chaîne de pharmacies appartenant aux pharmaciens propriétaires affiliés. Familiprix emploie plus de 450 personnes à ses entrepôts et à son siège social de Québec ainsi que plus de 6 000 personnes dans plus de 400 pharmacies des pharmaciens propriétaires affiliés à Familiprix, situées au Québec et au Nouveau-Brunswick.

## Histoire
C'est en 1977 que le grossiste pharmaceutique Distribution Fraserville de Rivière-du-Loup lance la marque pharmaceutique Médico-Prix composée alors d'une dizaine de pharmacies situées principalement dans l'est du Québec. En 1980, la marque change de nom pour celui qu'elle affiche aujourd'hui : Familiprix. En moins de quatre ans, plus de 120 pharmaciens adhèrent à la bannière.
En février 1984, le grossiste Distribution Pharmacies Universelles de Montréal achète le grossiste Distribution Fraserville de Rivière-du-Loup et, par le fait même, la bannière Familiprix.
C'est le début d’une longue démarche judiciaire où les pharmaciens membres Familiprix revendiquent l’autonomie complète de leur bannière. Le 8 décembre 1986, leur volonté et leur solidarité auront gain de cause. Familiprix devient alors une entreprise autonome appartenant à 100 % à ses pharmaciens membres.
Les activités de Familiprix ne tardent pas à se multiplier. Le siège social déménage de Rivière-du-Loup pour se relocaliser à Québec en juillet 1989. Le 17 février 1991, le groupe crée son propre centre de distribution. En 1992, la bannière rajeunit son image, change ses couleurs et accentue son orientation vers le secteur de la santé avec le lancement du premier service permanent de récupération de médicaments périmés au pays. Ce n'est qu'en 1995 que Familiprix amorce véritablement son entrée sur le marché de la grande région de Montréal. En 1999, un Centre de formation professionnelle est créé. En 2001, son nouveau siège social et de son Centre de distribution sont inaugurés. En 2009 et en 2018, Familiprix agrandit son centre de distribution.

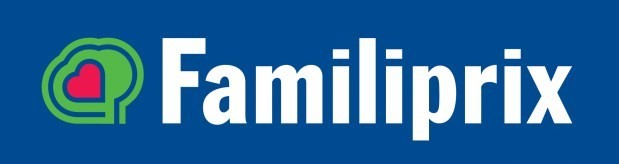
Logo jusqu'en 2015

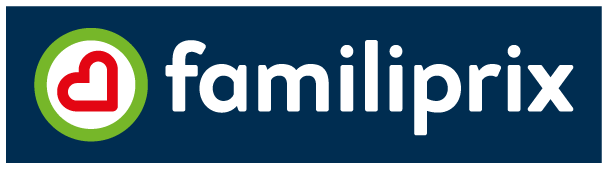
Logo depuis 2015

Au cours des années 2000, Familiprix lance une campagne publicitaire humoristique remarquée. Mettant en vedette l'acteur Sylvain Marcel, il y joue un pharmacien qui se mêle de situations de tous les jours, pour finalement crier soudainement « Ah-ha ! Familiprix ! » lorsqu'il devient évident que l'aide d'un pharmacien est nécessaire. Ainsi, par exemple, lorsqu'une femme en train de magasiner se frappe contre une fenêtre, lorsqu'un ex-fumeur quête une cigarette ou lorsqu'un jeune couple est seul à la maison pour la fin de semaine. Outre le pharmacien, la marque distinctive de la série de publicités est la chanson Don't You Just Know It de Huey "Piano" Smith, plus précisément l'extrait où l'on chante « Ah ah ah ah ! Ah ah ah ah ! ».